# Remko Bicentini
Remko Bicentini (Nimega, Países Bajos, 20 de febrero de 1968) es un exjugador y entrenador de fútbol neerlandés. Actualmente está sin club.

## Carrera como jugador
Bicentini, que jugaba como defensa central, comenzó su carrera profesional en los Países Bajos con NEC (NEC Nimega), haciendo 24 apariciones en la temporada 1986–87. Más tarde jugó para varios equipos amateurs, incluidos De Treffers, SJN, Nijmeegse Boys, VV Germania, SV AWC y DIO '30.

## Carrera como entrenador
En 2008 fue entrenador asistente de la selección de fútbol de las Antillas Neerlandesas junto al seleccionador nacional Leen Looyen. Sucedió a Looyen interinamente hasta la modificación del status de las islas en octubre de 2010. Bicentini es el iniciador y entrenador del Caribbean Stars y fundador de la Fundación Bicentini. En la temporada 2010-11, Bicentini fue despedido a mitad de temporada como entrenador del Beuningse Boys. 
En la temporada 2011-12 se convirtió en entrenador del SV Orion, donde fue despedido en noviembre de 2011. Desde el verano de 2011 fue entrenador asistente de la selección nacional de fútbol de Curazao. En enero de 2012, fue nombrado entrenador del SV AWC.
En septiembre de 2016, Bicentini se convirtió en el entrenador de la selección nacional de Curazao, reemplazando a Patrick Kluivert. Anteriormente se había desempeñado como asistente de Kluivert.
En junio de 2017, Bicentini entrenó a Curaçao en su primer título en la Copa del Caribe (edición final). También ayudó a la isla a clasificarse para tres Copa Oro de CONCACAF consecutivas. Dejó Curazao en agosto de 2020 y fue reemplazado por Guus Hiddink.
En febrero de 2021, Bicentini se unió al personal del entrenador John Herdman en la selección masculina de fútbol de Canadá como entrenador asistente. En agosto de 2022 volvió a su papel como entrenador de Curazao. El 1 de agosto de 2023, fue despedido de su cargo.

## Clubes

### Como jugador
| Club       | País         | Año       |
| ---------- | ------------ | --------- |
| NEC Nimega | Países Bajos | 1986-1987 |

### Como entrenador
| Club                                   | País                  | Año       |
| -------------------------------------- | --------------------- | --------- |
| Selección de las Antillas Neerlandesas | Antillas Neerlandesas | 2009-2010 |
| Beuningse Boys                         | Países Bajos          | 2010-2011 |
| SV Orion                               | Países Bajos          | 2011      |
| SV AWC                                 | Países Bajos          | 2012-2013 |
| Selección de Curazao                   | Curazao               | 2016-2020 |
| Selección de Curazao                   | Curazao               | 2022-2023 |